# Organisatiekunde
De organisatiekunde of organisatieleer is een tak van wetenschap die zich bezighoudt met het bestuderen van het gedrag van organisaties, de factoren die dit gedrag veroorzaken en hoe deze organisaties het meest doeltreffend bestuurd kunnen worden. Het is mede gericht op de ontwikkeling van methoden en technieken voor organisatie-analyse en -ontwerp. Het wordt tegenwoordig wel gerekend tot de bedrijfskunde en is nauw verband met arbeids- en organisatiepsychologie en bedrijfseconomie.

## Stromingen
Binnen de organisatiekunde zijn verschillende stromingen opgekomen. In historische volgorde zijn dit:
- Scientific management of taylorisme: een stroming binnen de management theorie die het aansturen van bedrijfsprocessen op een wetenschappelijke wijze vorm geeft gebaseerd op het werk van Frederick Taylor.
- General Management-theorie van Henri Fayol en anderen.
- "Human Relations Movement": een organisatieontwikkelingsstroming geïnitieerd door de Hawthorne-experimenten in de jaren dertig van de twintigste eeuw van Elton Mayo en anderen, wat mede heeft geleid tot het humanresourcesmanagement.
- Max Weber en de theorie van de bureaucratie.
- Het revisionisme met het werk van Rensis Likert en Douglas McGregor.
- De systeembenadering oorspronkelijk gebaseerd op het werk van onder andere Russell Ackoff, Kenneth Boulding en de Stafford Beer.
- De contingentiebenadering met het werk van Paul Lawrence en Jay Lorsch. Deze benadering stelt dat elke omgeving aangepast gedrag verlangt.

Meer eigentijdse stromingen in de organisatiekunde zijn:
- Lean production, erop gericht verspillingen van zaken die geen toegevoegde waarde leveren te elimineren.
- Business process reengineering, gericht op fundamentele en radicale herstructurering van bedrijfsprocessen om op deze manier grote verbeteringen in de organisatie teweeg te brengen.
- Sociotechniek, gericht op het verbeteren van het functioneren van mens en organisatie door aanpassing of herontwerp van werkprocessen en organisatie van de techniek of diensten én van de menselijke arbeidstaken.
- Veranderingsmanagement, gericht op het beheer en beheersen van veranderingen in de structuur of de werkwijze van een bedrijf of organisatie, o.a. met het werk van Willem Mastenbroek.

## Onderwerpen
Enkele onderwerpen met betrekking tot de organisatiekunde zijn brainstormen, planning, onderhandelen, veranderingsmanagement en corporate governance.

## Organisatiekundige
Een organisatiekundige is veelal een expert op een van de verschillende deelgebieden van de organisatiekunde. Bekende van de internationaal bekendste organisatiekundigen, naast de reeds genoemde namen, zijn bijvoorbeeld:
- Chris Argyris
- Peter Drucker
- Henry Mintzberg
- Michael Porter en
- Gareth Morgan

## Toepassingen
Deze organisatiekunde is op verschillende vlakken toe te passen, enkele voorbeelden: persoonlijk, financieel, bedrijven en landsbestuur. De meest gebruikte toepassing is in bedrijfsverband.
Het aantal organisatieadviesbureau voor deze branche is ook aan het toenemen. In het geval van bedrijven gaat het dan ook vaak, naast de standaardonderwerpen, over zaken als functioneringsgesprekken, bedrijfscultuur, schaalvergroting, schaalverkleining, lokaal, regionaal en internationaal handelen.

## Publicaties
Enkele meer bekende werken van Nederlandse bodem zijn:
- Joan E. van Aken (2003). Strategievorming en organisatiestructurering: organisatiekunde vanuit de ontwerpbenadering.
- Constant Botter 1970. Industrie en organisatie : een verkenningstocht.
- Ton de Leeuw (1973). Systeemleer en organisatiekunde: een onderzoek naar mogelijke bijdragen van de systeemleer tot een integrale organisatiekunde.
- Nick van Dam en Jos Marcus (2002). Organisatie en management. vierde druk. Wolters-Noordhoff.
- Doede Keuning, Derk Jan Eppink(1979). Management en organisatie: theorie en toepassing.
- R.M. Klein Nagelvoort (1985). Organisatie en management: management, managementtechnieken, arbeidsbeoordeling en arbeidswaardering.
- Jan in 't Veld (1975), Analyse van organisatieproblemen:een toepassing van denken in systemen en processen, Amsterdam: Agon Elsevier
- F.H.P. de Wilde (1999). Stoeien met organisaties: een organisatiekundige inleiding.
- Bergman M., Van Der Laan T., Nieuwenhuijse S., Blijsie J.(2016). Lean Six Sigma - Samenzinnig verbeteren.